# Reserva india Tonawanda
La Reserva India de los Tonawanda es una reserva india de la tribu Seneca ubicada en los condados de Erie, Niágara y Genesee en el estado estadounidense de Nueva York. En el año 2000 tenía una población de 533 habitantes y una densidad poblacional de 22.4 personas por km².

## Geografía
La Reserva India de los Tonawanda se encuentra ubicada en las coordenadas 43°04′30″N 78°28′33″O / 43.07500, -78.47583.

## Demografía
Según la Oficina del Censo en 2000 los ingresos medios por hogar en la reserva eran de $25,208, y los ingresos medios por familia eran $36,563. Los hombres tenían unos ingresos medios de $31,250 frente a los $12,159 para las mujeres. La renta per cápita para la reserva era de $12,201. Alrededor del 16.1% de la población estaban por debajo del umbral de pobreza.